# Poire Ya
Pour les homonymes, voir Yali (homonymie).
Poire-canard

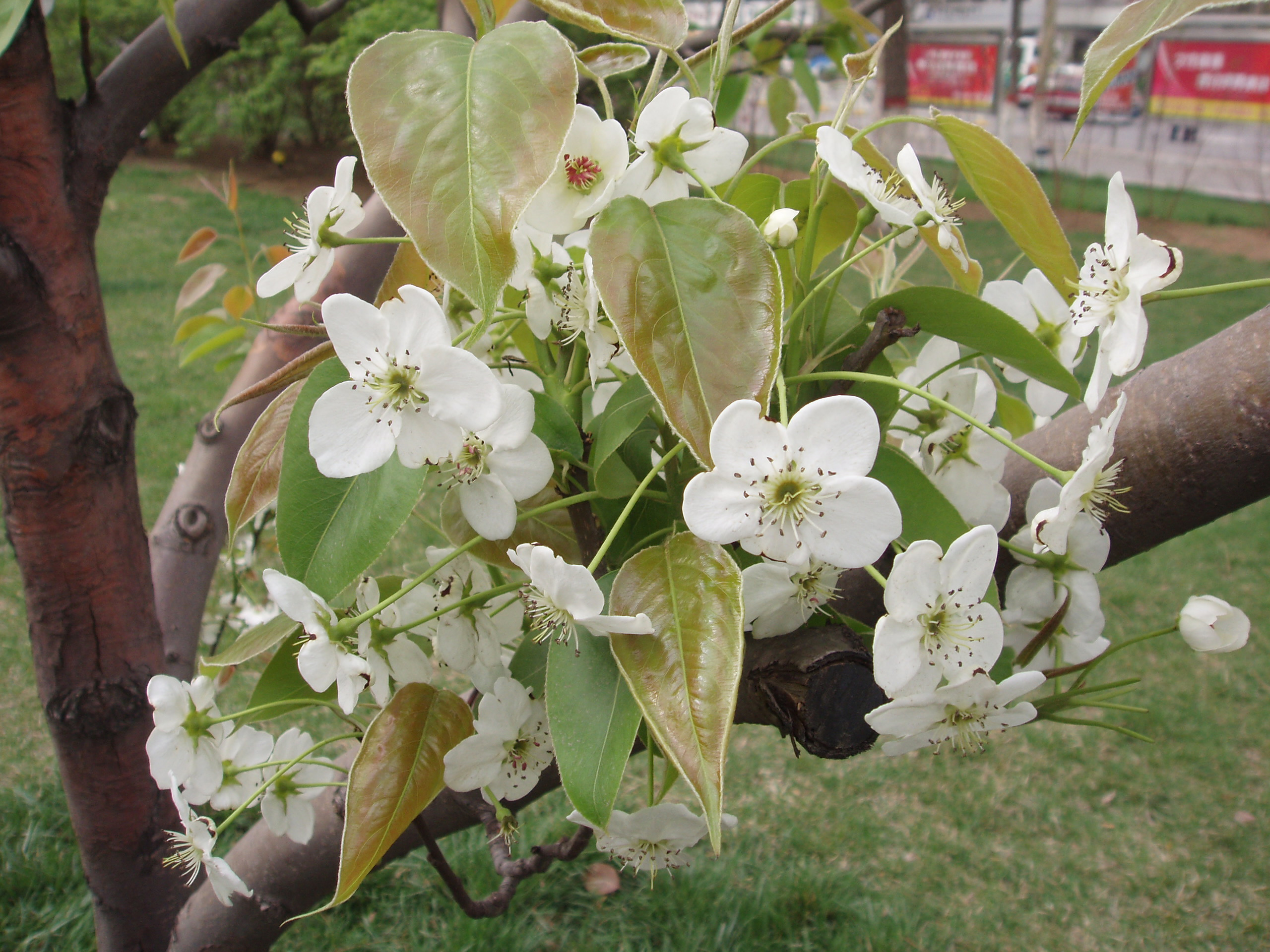
Fleurs de poirier ya
Pyrus bretschneideri var 'yali'

La poire ya (en chinois yali 鸭梨 « poire-canard ») est une ancienne variété cultivée de poire du district de Wei (魏县)[réf. nécessaire], situé au sud de la province du Hebei (à 450 km au sud Pékin). Au VIe siècle, en ce lieu, du temps du royaume de la dynastie Wei de l'Est 东魏, plusieurs variétés de poires ont fait l'objet de descriptions précises de leur culture et de leur multiplication par greffage, dans un ouvrage d'agronomie achevé en 544, le Qi Min Yao Shu 《齐民要术》[réf. nécessaire].
Les descendants de cette variété sont toujours cultivés dans cette région et aux environs, principalement dans les provinces du Shandong et du Hebei.
L'ancienne variété 'Yali' au rendement élevé, donnant de grosses poires à la chair croquante, au goût légèrement aigre-doux mais un peu dure et fade, a servi aux sélectionneurs pour créer de nouvelles variétés améliorées. 
Le poirier-canard fait partie de la classe des cultivars nommée poires chinoises blanches (baili 白梨), cultivées dans la région du cours moyen et inférieur du Fleuve Jaune et la région du nord-ouest. Cette classe de poires blanches, constituée de nombreux cultivars est traditionnellement rattachée à l'espèce Pyrus bretschneideri, originaire de la même région. 
Les études génétiques des différents cultivars de poiriers chinois effectuées depuis le début des années 2000, donnent cependant une vision plus complexe de l'histoire évolutive de ce cultivar. 

## Terminologie
Le terme yali « poire-canard » viendrait du fait que le pédoncule de la poire se dresse comme une tête de canard[réf. nécessaire].
Un calambour chinois sur les deux homophones yālí 鸭梨 « poire-canard » et yālì 压力 « pression, stress » est utilisé par les internautes dans des jeux de mots comme yali hen da 鸭梨很大 « la poire-canard est grosse » pour 压力很大 « trop stressant, c'est chaud ».

## Description

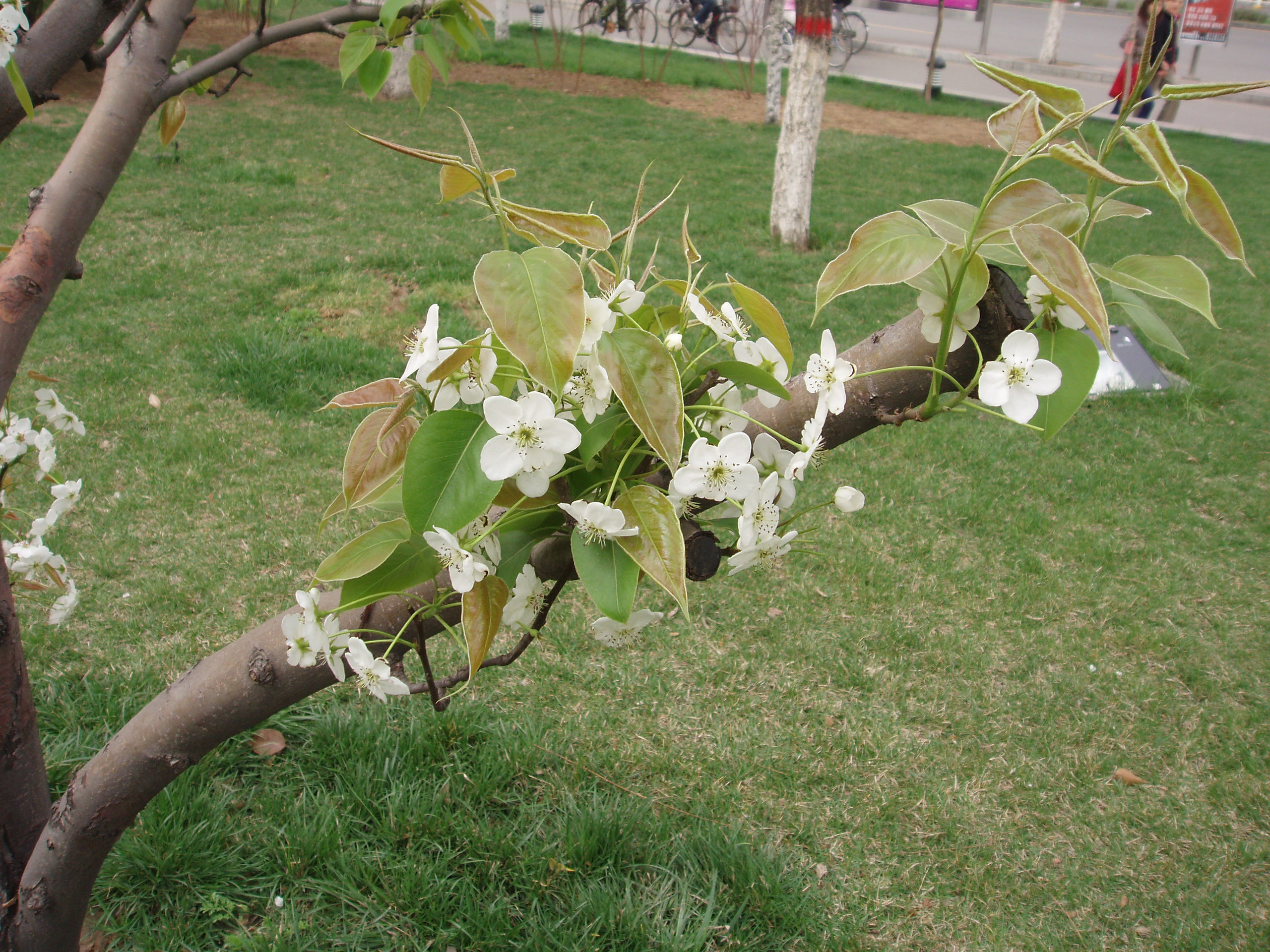
Feuilles et fleurs de yali

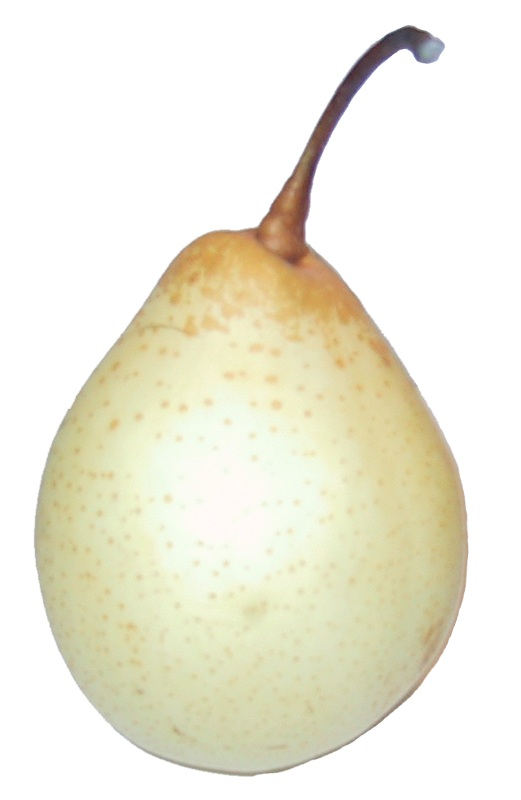
Poire ya

Le poirier-canard est un arbre fruitier robuste, avec une écorce brun foncé, des rameaux jaune brun quand ils sont jeunes, devenant rougeâtres en vieillissant[réf. nécessaire].
Les feuilles sont largement ovales, de 5-11 cm de long sur 3-6 cm de large, l'apex acuminé, la base arrondie.
La fleur blanche 5-mère, donne de septembre à début octobre un fruit à pépins, de taille moyenne à grosse (environ 175 g, et les plus gros jusqu'à 400 g), piriforme (oblongue comme la poire européenne et non globuleuse comme les poires chinoises sableuses ou les nashi), avec une peau fine, de couleur jaune clair ou jaune verdâtre, brillante. 
La poire-canard a une saveur légèrement aigre-douce et une texture croquante avec peu de cellules pierreuses. Très riche en eau, elle donne une impression de fraîcheur. Elle apporte du sucre, de la vitamine C, du calcium et du phosphore et fer.
La variété yali est rustique, elle résiste bien au froid et peut rester productive pendant 50 ans. 
L'ancienne variété yali a servi aux sélectionneurs pour créer de nouvelles variétés de poires améliorées. Parmi celles-ci, il y a  par exemple la variété zhonghua yuli (中华玉梨) « poire de jade de Chine » issue d'un croisement de daxiang shuili  大香水梨 poire « grand parfum » pour parent maternel et de yali pour parent paternel. 
Dans le Hebei, les variétés apparentées à yali sont mili 蜜梨 , xuehuali 雪花梨, xiangyali 象牙梨 et qiubaili 秋白梨, et dans le Shandong: woli 窝梨, eli 鹅梨, zhuizi li 坠子梨 et zhangba li 长把梨, etc.

## Zones de culture
Les yali sont cultivées dans les trois provinces côtières du Golfe de Bohai : dans le nord-ouest de la province du Shandong (districts de Yangxin, Heliu, Laodian etc.), dans le sud du Hebei et l'ouest du Liaoning.

## Analyse nutritionnelle
L'analyse nutritionnelle de la poire ya se résume dans le tableau ci-dessous:
| Composition de la poire ya (pour 100g MF) |         |         |           |          |
| Énergie                                   | Eau     | Glucide | Lipide    | Protéine |
| 45 kcal                                   | 88,1 g  | 10,6 g  | 0,2 g     | 0,2 g    |
| Fibres                                    | Cendres | Calcium | Phosphore | Fer      |
| 0,5 g                                     | 0,4 g   | 10 mg   | 7 mg      | 0,7      |

Avec 45 kcal (ou 188 kJ) pour 100 g, la poire ya est très peu énergétique car elle comporte 88 % d'eau. Elle apporte encore moins de calories que la poire commune européenne car sa teneur en eau est plus élevée.
Sa teneur en glucide de 10,6 % est proche des teneurs moyennes des fruits. 

## Utilisations
alimentaires
Les yali peuvent être croquées fraîches directement. Elles peuvent être mélangées à une soupe de courge, coupées en morceaux dans une salade de crabes, tofu ou poulet, ou dans une salade de fruits avec des raisins et des morceaux de pommes. Pochées dans du vin ou rôties, elles agrémentent les plats de porc ou de poulet.
Elles servent à faire des gâteaux aux poires, des boissons et peuvent être mises en conserve.
médicinales
Pour le médecin herboriste, Li Shizhen (1518-1593), les poires mangées « fraîches, elles évacuent la chaleur des six boyaux; cuites, elles enrichissent le yin des cinq viscères » (Bencao gangmu 本草纲目). Les principes explicatifs de la médecine chinoise, exposés dans le Suwen, régulent aussi bien les phénomènes naturels (comme le déroulement des saisons) que les phénomènes physiologiques. Toute une dialectique des oppositions yin/yang, chaud / froid et humide /sec, organisée par un système de correspondances avec les organes, les saisons etc., est développée pour expliquer les vertus thérapeutiques.
Les fonctions médicinales de la poire exprimées dans la terminologie de la médecine chinoise traditionnelle sont[réf. nécessaire] :  生津 shengjin, produire de l'humidité, 润燥 runzao, humidifier le sec, 清热 qingre, dissiper la chaleur, 化痰 huatan, transformer le flegme，解酒 jiejiu, dissiper la gueule de bois[réf. nécessaire].
Les poires ya sont indiquées pour humidifier les poumons et soulager la toux (runfei zhike 润肺止咳), les ulcères et la constipation.

## Histoire évolutive
Le poirier est une espèce allogame, présentant une auto-incompatibilité gamétophytique; il est habituellement multiplié par greffage. L'énorme brassage génétique effectué depuis plusieurs siècles rend difficile la reconstitution de l'origine et de l'histoire évolutive des variétés.
La région centrale de culture du poirier ya est la plaine du bassin inférieur du Fleuve Jaune, c'est-à-dire la zone de culture des poires chinoises blanches (baili 白梨). 
Comme c'est aussi la région où l'espèce de poirier Pyrus bretschneideri croît naturellement, Chen dès 1937 a assigné les poires chinoises blanches à Pyrus x bretschneideri. Cette attribution s'est imposée dès lors en Chine.
Mais comme cette région est située entre la zone des poires de l'Oussouri au nord-est et la zone des poires chinoises sableuses de la vallée moyenne du Yangzi jiang, un chercheur japonais Kikuchi, a proposé en 1946, que les poires chinoises blanches proviennent de l'hybridation de Pyrus ussuriensis et Pyrus pyrifolia (poussant dans la vallée du Yangzi jiang). Par conséquent les cultivars de poires blanches ne proviendraient pas de P. bretschneideri. 
L'apparition de nouvelles techniques d'analyses génétiques des plantes dans les années 2000, a permis d'avancer de nouvelles hypothèses. Les analyses phylogéographiques de Yue et al. suggèrent que les trois groupes de poires asiatiques cultivées principaux (poires sableuses, poires blanches et poires japonaises) dérivent d'un même progéniteur de Pyrus pyrifolia sauvage. L'étude génétique des rétrotransposons indique que les cultivars de poires chinoises blanches du nord de la Chine provenaient d'un pool de gènes différent de celui des poires chinoises blanches du sud-ouest de la Chine et des poires japonaises, ce qui suggère que dans le nord de la Chine, l'introgression de gènes est passée de P. ussuriensis à P. pyrifolia alors que dans le sud-ouest de la Chine c'est à partir de P. pashia vers P. pyrifolia.